# Tsepélovo
Tsepélovo (Tsepelovo) är en ort i Grekland.   Den ligger i prefekturen Nomós Ioannínon och regionen Epirus, i den nordvästra delen av landet, 300 km nordväst om huvudstaden Aten. Tsepélovo ligger 1 102 meter över havet och antalet invånare är 261.
Terrängen runt Tsepélovo är kuperad åt sydost, men åt nordväst är den bergig. Runt Tsepélovo är det mycket glesbefolkat, med 2 invånare per kvadratkilometer. Närmaste större samhälle är Kónitsa, 16,9 km norr om Tsepélovo. I omgivningarna runt Tsepélovo växer i huvudsak blandskog.